# オリ山
オリ山（フランス語: Pic d'Orhy, スペイン語: Monte Ori, バスク語: Orhi）は、フランスとスペインにまたがる山。ピレネー山脈を構成している。この山はバスク神話において重要な舞台である。

## 地理
オリ山は北緯42度59分19秒、西経1度0分22秒に位置している。山頂はスペインのナバーラ州とフランス領バスクのスールの境界となっており、バスク地方と呼ばれる領域にある。バスク神話の舞台にもなっている。

## 標高
フランスの国立地理学協会は山頂の標高を2,017m、Catálogo Concurso Cien Montesやエウスカルツァインディアは山頂の標高を2,019mとしている。ただし、オリ山の山頂の標高は変遷してきた歴史がある。1930年版や1936年版のConcurso de Cien Montes C.D. Eibar (CDE)は2,026 m、1950年版のCatálogo Concurso Cien Montes (CCC)は2,018 m、1990年版と2007年版のCCCは2,017 mとしている。